# Маспрэтт, Джеймс
Джеймс Маспрэтт (англ. James Muspratt; 12 августа 1793, Дублин — 4 мая 1886, Сифорт-Холл, около Ливерпуля) — британский промышленник, один из наиболее крупных представителей английской химической промышленности XIX века.

## Биография
В 14 лет поступил учеником к торговцу лекарствами, но затем поссорился со своим мастером и в 1812 г. завербовался в армию, отправлявшуюся в Испанию для участия в Наполеоновских войнах. Прослужив два года в пехоте и во флоте и приняв участие в боевых действиях на территории Испании, Португалии и Франции, Маспрэтт вернулся в Дублин в 1814 г. и начал заниматься изготовлением химических веществ: соляной и уксусной кислоты, скипидара, жёлтой кровяной соли. В 1822 г. Маспрэтт перенёс производство в Ливерпуль, удобный и своим развитым портом, и близостью угле- и соледобывающих предприятий. В ходе дальнейшего расширения производства в 1834 г. Маспрэтт приобрёл на Сицилии шахты для добычи серы, однако неаполитанское правительство запретило её вывоз, и Маспрэтт нашёл замену, начав впервые в промышленных масштабах производить серную кислоту с использованием серного колчедана.
Дружеские отношения связывали Маспрэтта с Юстусом Либихом, разработавшим ряд минеральных удобрений, производившихся на его фабриках. У Либиха учился и старший сын Маспрэтта Дж. Ш. Маспрэтт, сам ставший известным химиком.